# Xanthoparmelia masonii
Xanthoparmelia masonii är en lavart som beskrevs av Elix. Xanthoparmelia masonii ingår i släktet Xanthoparmelia och familjen Parmeliaceae.   Inga underarter finns listade i Catalogue of Life.